# Chutes de Saint Anthony
Les chutes de Saint-Antoine, Saint Anthony Falls ou saut de saint Antoine de Padoue ou Owámniyomni en Dakota, situées à proximité du centre de Minneapolis, étaient les seules chutes d'eau naturelles du cours supérieur du Mississippi jusqu'à ce qu'elles soient endiguées après leur effondrement en 1869. Elles ont été plus tard équipées d'une série de barrages dans les années 1950 et 1960.
Les indigènes qui vivaient dans cette région leur avaient donné divers noms. Les Ojibwés utilisaient le terme Kakabikah (les roches coupées), les Dakotas  utilisaient Minirara (les eaux bouclées) et Owahmenah (l'eau qui tombe).
En 1680, les chutes furent découvertes par le Père Louis Hennepin, un frère catholique né en Belgique, également découvreur des chutes du Niagara. Hennepin, qui en évaluait la hauteur à 50 ou 60 pieds, les nomma Saut de Saint-Antoine d'après le nom de saint Antoine de Padoue qu'il avait pris pour patron de son expédition de découverte.
La région qui entoure les chutes fut ajoutée au Registre national des lieux historiques en tant que Saint Anthony Falls Historic District en 1971.

## Géologie
Les géologues ont déterminé que les chutes apparurent, il y a environ 10 000 ans, quelques kilomètres en aval près du confluent avec la Minnesota et que la hauteur de chute était alors d'environ 55 m. L'imposante River Warren, précurseur de ce qui est aujourd'hui la Minnesota présentait une chute deux fois plus large que les chutes du Niagara. Au cours des millénaires les chutes se déplacèrent vers l'amont, se divisant en plusieurs chutes plus petites au fur et à mesure de leur rencontre avec des affluents. Les Minnehaha Falls, au sud de Minneapolis, en sont un bon exemple.
À l'origine près de Fort Snelling, les chutes de Saint Anthony se sont déplacées vers l'amont à une vitesse d'un peu plus d'un mètre par année jusqu'à ce qu'elles atteignent leur emplacement actuel au début des années 1800. Lorsque le père Louis Hennepin décrivit les chutes, il estima leur hauteur à environ 15 ou 20 mètres. Les explorateurs suivant les estimèrent, quant à eux, entre 5 et 6 mètres.
Minneapolis a utilisé la force hydraulique des chutes comme source d'énergie pour ses industries, scieries, fabriques textiles et moulins. Les constructions des amenées d'eau vers ces industries eurent pour conséquence d'accélérer le mouvement des chutes vers l'amont de plus de 8 mètres par année entre 1857 et 1868.

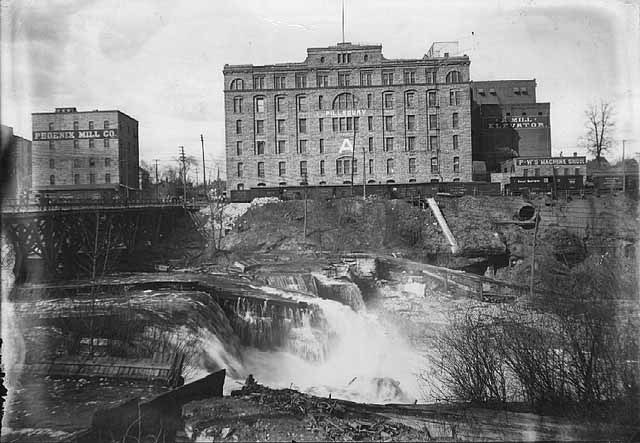
Les chutes au début des années 1900.

En 1868, les chutes menaçaient de s'effondrer à cause des faiblesses causées dans leur structure. Des roches s'effondrant du haut des chutes endommagèrent la couche calcaire, mettant à nu les couches de grès plus fragiles. C'est alors que le tunnel Eastman (construit par William Eastman et John Merriam), qui avait été creusé sous leur partie supérieure pour amener de l'eau aux moulins s'effondra, créant un tourbillon qui entraîna une érosion rapide de l'extrémité de la Nicollet Island. Au printemps 1870, les flots firent s'effondrer le cap de grès, quelques moulins et autres bâtiments furent alors emportés par le fleuve.
Afin de protéger les chutes et éviter qu'elles ne dégénèrent en une série de rapides, des centaines de volontaires travaillèrent à l'édification d'une série de barrages qui éviteront l'effondrement des chutes. Le gouvernement américain s'impliqua également dans ces travaux afin de préserver la navigabilité du fleuve. Vers 1884, le tablier fut terminé, le tunnel scellé, et, finalement, une digue protégea la couche de grès de l'érosion. Le gouvernement américain consacra 615 000 dollars à cette fin, les villes de Minneapolis et Saint Anthony dépensèrent quant à elles 334 500 dollars.
Les chutes de Saint Anthony furent le terminus de la navigation fluviale sur le Mississippi jusqu'à ce que deux barrages et une série d'écluses soient construits entre 1948 et 1963 par le corps du génie de l'armée des États-Unis.